# 緑が丘西
緑が丘西（みどりがおかにし）は千葉県八千代市の地名。現行行政地名は緑が丘西一丁目から緑が丘西八丁目。郵便番号は276-0040八千代市内で最も人口が増えている地区である。

## 地理
八千代市の西部に位置している。東に緑が丘、西に船橋市坪井東、古和釜町、南に大和田新田、北に吉橋に隣接している。

## 歴史
- 2002年（平成14年）1月18日 - 大和田新田と吉橋の、それぞれ船橋市との境界に接した一部地域を対象に、都市再生機構（UR）の施工による「西八千代北部特定土地区画整理事業」の事業計画が認可される[4]。
- 2017年（平成29年）11月18日 - 前日付で換地処分を公示した[5]上で、当該の土地区画整理事業の対象地域の地名を「緑が丘西一〜八丁目」に変更[6]。

## 世帯数と人口
2021年（令和4年）10月31日現在の世帯数と人口は以下の通りである。
| 丁目           | 世帯数    | 人口     |
| -------------- | --------- | -------- |
| 緑が丘西一丁目 | 1652世帯  | 4,159人  |
| 緑が丘西二丁目 | 426世帯   | 860人    |
| 緑が丘西三丁目 | 464世帯   | 1,377人  |
| 緑が丘西四丁目 | 272世帯   | 763人    |
| 緑が丘西五丁目 | 476世帯   | 1,323人  |
| 緑が丘西六丁目 | 216世帯   | 595人    |
| 緑が丘西七丁目 | 562世帯   | 1,569人  |
| 緑が丘西八丁目 | 224世帯   | 565人    |
| 計             | 4,292世帯 | 11,211人 |

## 小・中学校の学区
市立小・中学校に通う場合、学区は以下の通りとなる。ただし緑が丘西二丁目に建設中の大規模マンションの児童は西高津小学校となる予定。なお新木戸小学校近隣に新たな小学校を建設する計画を八千代市が発表しており、近い将来大規模な学区改編が見込まれる。
| 丁目           | 番地     | 小学校                     | 中学校               |
| -------------- | -------- | -------------------------- | -------------------- |
| 緑が丘西一丁目 | 全域     | 八千代市立新木戸小学校     | 八千代市立高津中学校 |
| 緑が丘西一丁目 | 一部児童 | 八千代市立みどりが丘小学校 | 八千代市立高津中学校 |
| 緑が丘西二丁目 | 全域     | 八千代市立みどりが丘小学校 | 八千代市立高津中学校 |
| 緑が丘西三丁目 | 全域     | 八千代市立みどりが丘小学校 | 八千代市立高津中学校 |
| 緑が丘西四丁目 | 全域     | 八千代市立みどりが丘小学校 | 八千代市立高津中学校 |
| 緑が丘西五丁目 | 1〜6番   | 八千代市立みどりが丘小学校 | 八千代市立高津中学校 |
| 緑が丘西五丁目 | その他   | 八千代市立みどりが丘小学校 | 八千代市立睦中学校   |
| 緑が丘西六丁目 | 全域     | 八千代市立みどりが丘小学校 | 八千代市立睦中学校   |
| 緑が丘西七丁目 | 全域     | 八千代市立みどりが丘小学校 | 八千代市立睦中学校   |
| 緑が丘西八丁目 | 全域     | 八千代市立みどりが丘小学校 | 八千代市立睦中学校   |

## 交通
- 町内には設置されていないが、一・二丁目の近隣に東葉高速鉄道東葉高速線八千代緑が丘駅がある。また2020年より、ちばレインボーバスが同駅と「七丁目北バス停」を結ぶ路線を開設している。

## 施設
- 八千代市学校給食センター・西八千代調理場（八丁目）
- 八千代市立みどりが丘小学校（三丁目）
- ism緑が丘（二丁目）
- ユニオンゴルフクラブ（一丁目）
- はる動物病院（一丁目）